# Shiro Koshinaka
Shiro Koshinaka (越中 詩郎,  Koshinaka Shiro?) (4 de septiembre de 1958) es un luchador profesional japonés, famoso por sus apariciones en varias empresas de lucha libre profesional de Japón. Así como giras realizadas por México en el CMLL, una de estas luchas la realizó exponiendo su cabellera ante Daniel López el Satánico en 1984, quién lo derrotó  en 3 caídas, perdiendo así la cabellera ante el mexicano.

## Carrera
Koshinaka comenzó en All Japan Pro Wrestling, siendo uno de los peso crucero más prometedores de la promoción. Tras seis años allí, se unió a la empresa Wrestle Association R de Genichiro Tenryu, formando tag team con él, pero no tardó en irse de nuevo y volverse freelancer.

### HUSTLE (2008-2010)
Koshinaka debutó en HUSTLE en julio de 2008, derrotando a Genichiro Tenryu. Tenryu, quien desde su unión al Monster Army estaba teniendo una racha de victorias, perdió la confianza en sí mismo y cayó en una depresión, hasta que Koshinaka le ayudó a superarla y formó un equipo con él. Rápidamente ambos introducido en el HUSTLE Army, siendo en él los principales consejeros dada su sabiduría y experiencia. Más tarde, Koshinaka formaría un equipo con KG.

## En lucha
- Movimientos finales
  - Samurai Driver '84[1] (Leg trap sitout suplex slam)[2] - 1984-presente
  - Samurai Bomb[3] (Standing powerbomb)[1][2]
  - Diving hip attack[1]

- Movimientos de firma
  - Big boot
  - European uppercut
  - Kneeling belly to belly piledriver
  - Leaping hip attack,[2] a veces desde el piso del ring a un oponente en el exterior[2]
  - Running lariat
  - Varios tipos de suplex:
    - Belly to back
    - Bridging full Nelson
    - Bridging German
    - Super belly to belly

## Campeonatos y logros
- All Japan Pro Wrestling
  - Lou Thesz Cup (1983)

- New Japan Pro Wrestling
  - IWGP Junior Heavyweight Championship (3 veces)
  - IWGP Tag Team Championship (3 veces) -  con Keiji Muto (1), Genichiro Tenryu (1) y Kensuke Sasaki (1)
  - Top of the Super Juniors (1998)[4]
  - One Night Tag Team Tournament (1996) - con Tatsumi Fujinami[5]

- Pro Wrestling ZERO1-MAX
  - NWA Intercontinental Tag Team Championship (1 vez) - con Takao Ōmori

- Wrestle Association R
  - WAR World Six-Man Tag Team Championship (1 vez) - con Tatsutoshi Goto & Michiyoshi Ohara

- Pro Wrestling Illustrated
  - Situado en el Nº156 dentro de los 500 mejores luchadores de la historia - PWI Years, 2003[6]

- Tokyo Sports Grand Prix
  - Equipo del año (1986) - con Nobuhiko Takada[7]
  - Premio al esfuerzo (1982) compartido con Yoshiaki Fujiwara